# Mathieu Grébille
Mathieu Grébille, né le 6 octobre 1991 à Paris, est un joueur de handball français. Alors qu'il a commencé sa carrière au poste d'arrière gauche, plusieurs blessures l'ont contraint à se convertir en ailier gauche.
En Équipe de France, il est notamment champion d'Europe en 2014, champion du monde en 2015 et vice-champion olympique en 2016. Avec le Montpellier Handball puis le Paris Saint-Germain, il a notamment remporté sept titres de champion de France.

## Biographie
Né à Paris, Mathieu Grébille est parti en Martinique à l'âge de 7 ans avec sa mère. Son père ayant été rugbyman, son arrière-grand-père étant le champion olympique de boxe Roger Michelot, il baigne dans le sport depuis tout jeune et c'est très naturellement qu'il pratique beaucoup de sport et des sports très différents. Si au départ, il souhaitait faire du basket-ball, mais du fait du manque de développement de ce sport en Martinique, il se tourne vers le handball à partir du CM2, suivant l'exemple de son oncle. En parallèle, il pratique également l'athlétisme, du javelot et du saut en hauteur, finissant même vice-champion de France cadet.
En 2007, il fait ses premiers stages avec l'équipe de France jeunes en France. À cette occasion, il entre en contact Patrice Canayer et effectue un essai au Montpellier AHB qui s'avère convaincant puisqu'il est intégré au centre de formation du club. Le 30 septembre 2009, il participe à son premier match pro face à Aurillac HB CA où il rate son premier tir sur jet de 7 mètres avant de marquer son premier but grâce à une passe de Michaël Guigou. Dans le club qui domine le handball en France, il remporte trois titres de Champion de France (2010, 2011 et 2012), deux Coupes de France (2010, 2012), trois Coupes de la Ligue (2010, 2011, 2012) et deux Trophée des champions (2010 et 2011).
2012 est l'année de la confirmation pour Grébille : il signe son premier contrat professionnel au Montpellier AHB, en devient capitaine à la suite de l'affaire des paris truqués et connait sa première sélection en Équipe de France le 1er novembre 2012 à l'occasion des qualifications pour l'Euro 2014.
Le Championnat d'Europe en 2014 est justement la première compétition officielle à laquelle participe Mathieu Grébille. Auteur de 8 buts sur 15 tirs en 1 heure de jeu, il participe activement à la victoire de l'équipe de France. Si le devenir Mondial 2015 au Qatar lui permet un an plus tard de devenir champion du monde, l'aventure est beaucoup plus difficile pour lui puisqu'il doit rater les premiers matchs à cause d'un virus et, à peine entré en jeu en demi-finale, il se blesse en tout début de seconde période après une mauvaise chute en contre-attaque. Victime d'une luxation acromio-claviculaire à l'épaule gauche, il est éloigné des terrains pendant un minimum de 3 mois après opération. Grébille se blesse à nouveau en août. Atteint d'une rupture du ligament croisé antérieur du genou gauche nécessitant une intervention chirurgicale, il est arrêté de la compétition pour une durée estimée entre 6 et 8 mois.
Se blessant à nouveau à l'épaule fin mai 2017, il passe seize mois sans jouer, vivant par procuration l’énorme saison du MHB et sa victoire en Ligue des champions. 
Au début de la saison 2018-2019, il réintègre l'effectif professionnel mais Patrice Canayer lui propose alors « un nouveau challenge, celui de jouer à l’aile et de devenir le meilleur du monde à ce poste ». En finale du Trophée des champions 2018, il termine meilleur buteur avec 8 réalisations et est élu meilleur joueur.
Il est également retenu en équipe de France pour participer au Championnat du monde 2019 où il est utilisé au poste d'ailier en attaque et au poste 2 en défense. Il y remporte une nouvelle médaille, le bronze.
Après 12 ans au Montpellier Handball, il rejoint en 2020 le Paris Saint-Germain pour un contrat de 3 ans. Avec le PSG, il remporte trois autres titres de champion de France et prolonge son contrat jusqu'en 2025.

## Palmarès

### En club
- Vainqueur du Championnat de France (8) : 2010, 2011, 2012, 2021, 2022, 2023, 2024, 2025
- Vainqueur de la Coupe de France (6) : 2010, 2012, 2013, 2016, 2021, 2022
- Vainqueur de la Coupe de la Ligue (5) : 2010, 2011, 2012, 2014, 2016
- Vainqueur du Trophée des champions (4) : 2010, 2011, 2018, 2023

### En équipe nationale

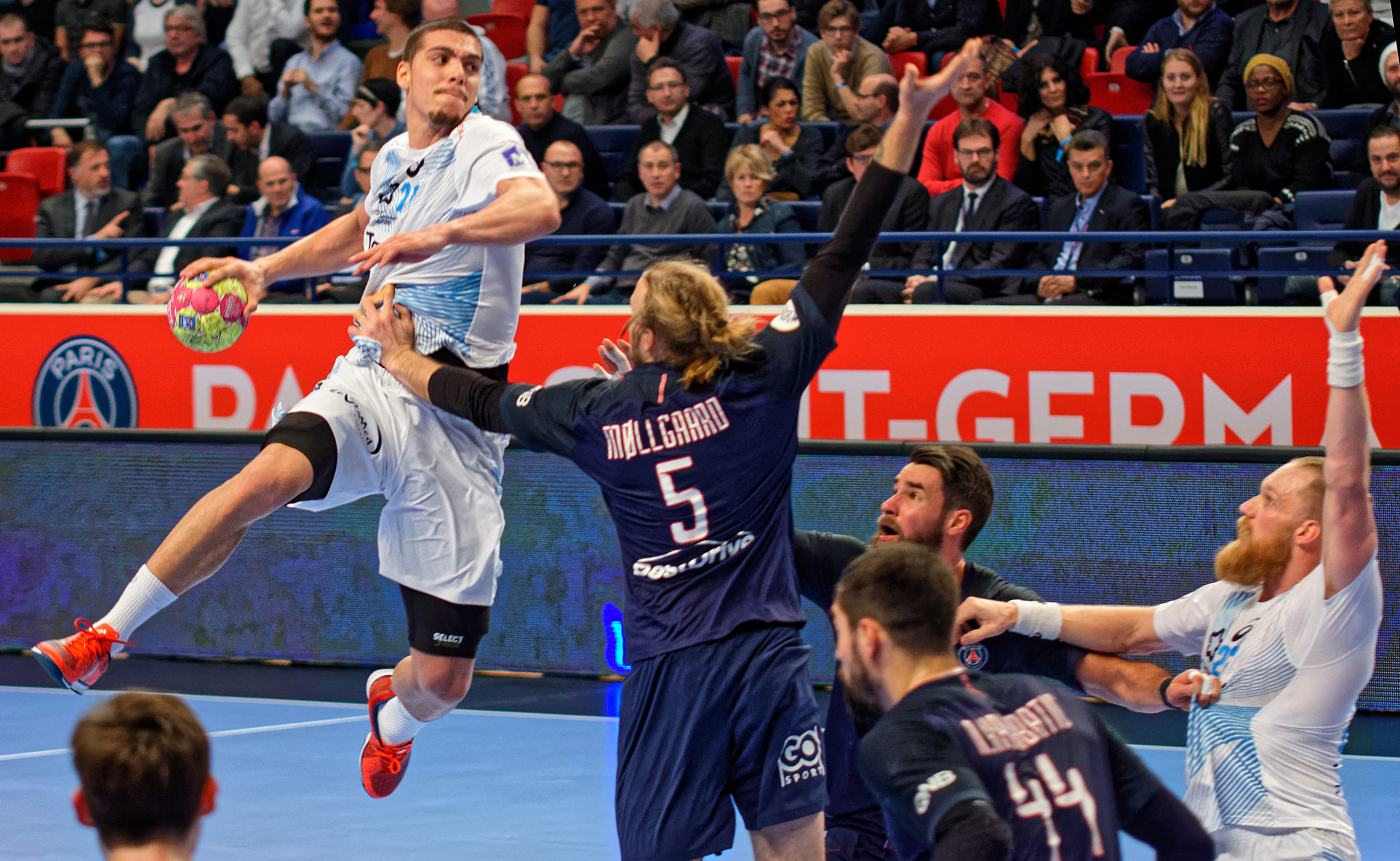
Mathieu Grébille au tir face au PSG, le 23 novembre 2016.

Mathieu Grébille connait sa première sélection en Équipe de France le 1er novembre 2012 face à la Équipe de Lituanie (qualifications pour l'Euro 2014). Ses résultats en compétitions internationales sont :
- Médaille d'or au Championnat d'Europe 2014 au  Danemark
- Médaillé d'or au Championnat du monde 2015 au  Qatar
- Médaille d'argent aux Jeux olympiques de 2016 de Rio de Janeiro,  Brésil
- Médaille de bronze au Championnat du monde 2019 au  Danemark et en  Allemagne
- Médaille de bronze au championnat du monde 2025 en Norvège, en Croatie,et au Danemark
- 14e place au Championnat d'Europe 2020
- 4e place au Championnat d'Europe 2022
- Médaille d'argent au Championnat du monde 2023

## Distinctions
- Chevalier de l'ordre national du Mérite le 1er décembre 2016[13]

## Statistiques en club
| Club                 | Saison     | Championnat         | Championnat         | Championnat         | Championnat         | Coupe de la Ligue   | Coupe de la Ligue   | Coupe de la Ligue   | Coupe de la Ligue   | Supercoupe          | Supercoupe          | Supercoupe          | Supercoupe          | Compétitions continentales | Compétitions continentales | Compétitions continentales | Compétitions continentales | Compétitions continentales | Total               | Total               | Total               | Total               |
| Club                 | Saison     | MJ                  | Buts                | Ch.                 | 7m                  | MJ                  | Buts                | Ch.                 | 7m                  | MJ                  | Buts                | Ch.                 | 7m                  | Comp                       | MJ                         | Buts                       | Ch.                        | 7m                         | MJ                  | Buts                | Ch.                 | 7m                  |
| -------------------- | ---------- | ------------------- | ------------------- | ------------------- | ------------------- | ------------------- | ------------------- | ------------------- | ------------------- | ------------------- | ------------------- | ------------------- | ------------------- | -------------------------- | -------------------------- | -------------------------- | -------------------------- | -------------------------- | ------------------- | ------------------- | ------------------- | ------------------- |
| Montpellier Handball | 2009-2010  | 11                  | 24                  | 22                  | 2                   |                     |                     |                     |                     |                     |                     |                     |                     | LDC                        | 6                          | 4                          |                            |                            | 17                  | 28                  |                     |                     |
| Montpellier Handball | 2010-2011  | 19                  | 18                  | 16                  | 2                   |                     |                     |                     |                     |                     |                     |                     |                     | LDC                        | 9                          | 3                          |                            |                            | 28                  | 21                  |                     |                     |
| Montpellier Handball | 2011-2012  | 26                  | 40                  | 40                  | 0                   |                     |                     |                     |                     |                     |                     |                     |                     | LDC                        | 5                          | 12                         |                            |                            | 31                  | 52                  |                     |                     |
| Montpellier Handball | 2012-2013  | 19                  | 59                  | 59                  | 0                   |                     |                     |                     |                     |                     |                     |                     |                     | LDC                        | 6                          | 28                         |                            |                            | 25                  | 87                  |                     |                     |
| Montpellier Handball | 2013-2014  | 26                  | 84                  | 32                  | 0                   | 4                   | 10                  | 10                  | 0                   |                     |                     |                     |                     | EHF                        | 10                         | 39                         |                            |                            | 40                  | 133                 |                     |                     |
| Montpellier Handball | 2014-2015  | 19                  | 86                  | 85                  | 1                   | 1                   | 5                   | 5                   | 0                   | 2                   | 11                  | 10                  | 1                   | LDC                        | 8                          | 45                         |                            |                            | 30                  | 147                 |                     |                     |
| Montpellier Handball | 2015-2016  | 4                   | 14                  | 0                   | 0                   | 1                   | 2                   | 2                   | 0                   | 0                   |                     |                     |                     | LDC                        | 0                          | 0                          |                            |                            | 5                   | 16                  |                     |                     |
| Montpellier Handball | 2016-2017  | 21                  | 84                  | 0                   | 0                   | 1                   | 6                   | 6                   | 0                   | 2                   | 5                   | 5                   | 0                   | LDC                        | 16                         | 70                         |                            |                            | 40                  | 165                 |                     |                     |
| Montpellier Handball | 2017-2018  | Absent sur blessure | Absent sur blessure | Absent sur blessure | Absent sur blessure | Absent sur blessure | Absent sur blessure | Absent sur blessure | Absent sur blessure | Absent sur blessure | Absent sur blessure | Absent sur blessure | Absent sur blessure | Absent sur blessure        | Absent sur blessure        | Absent sur blessure        | Absent sur blessure        | Absent sur blessure        | Absent sur blessure | Absent sur blessure | Absent sur blessure | Absent sur blessure |
| Montpellier Handball | 2018-2019  | 23                  | 45                  | 45                  | 0                   | 3                   | 8                   | 8                   | 0                   | 1                   | 8                   | 8                   | 0                   | LDC                        | 13                         | 25                         |                            |                            | 40                  | 86                  |                     |                     |
| Montpellier Handball | 2019-2020  | 17                  | 21                  | 21                  | 0                   | 0                   | 0                   | 0                   | 0                   | 1                   | 1                   | 1                   | 0                   | LDC                        | 12                         | 11                         |                            |                            | 30                  | 33                  |                     |                     |
| Sous-total           | Sous-total | 185                 | 475                 | 320                 | 5                   | 10                  | 31                  | 31                  | 0                   | 6                   | 25                  | 24                  | 1                   | -                          | 85                         | 237                        |                            |                            | 286                 | 768                 |                     |                     |
| Paris Saint-Germain  | 2020-2012  |                     |                     |                     |                     |                     |                     |                     |                     |                     |                     |                     |                     | LDC                        |                            |                            |                            |                            |                     |                     |                     |                     |
| Paris Saint-Germain  | 2021-2022  |                     |                     |                     |                     |                     |                     |                     |                     |                     |                     |                     |                     | LDC                        |                            |                            |                            |                            |                     |                     |                     |                     |
| Paris Saint-Germain  | 2022-2023  |                     |                     |                     |                     |                     |                     |                     |                     |                     |                     |                     |                     | LDC                        |                            |                            |                            |                            |                     |                     |                     |                     |
| Sous-total           |            |                     |                     |                     |                     |                     |                     |                     |                     |                     |                     |                     |                     |                            |                            |                            |                            |                            |                     |                     |                     |                     |
| Total                |            |                     |                     |                     |                     |                     |                     |                     |                     |                     |                     |                     |                     |                            |                            |                            |                            |                            |                     |                     |                     |                     |

Remarque : les statistiques de la coupe de France, gérée par la Fédération française de handball, ne sont pas connues.